# Mazama sanctaemartae
La corzuela de Santa Marta o corzuela colombiana (Mazama sanctaemartae) es una especie de cérvido del género Mazama que habita en el norte de Sudamérica. 

## Distribución
Esta especie se distribuye en el norte de América del Sur, contando con registros del norte de Colombia en la Caribe y en la Sierra Nevada de Santa Marta, con poblaciones en los departamentos de Bolívar, Cesar, Atlántico, La Guajira y Magdalena. Además habita en el noroeste de Venezuela. Se caracteriza por vivir en altitudes comprendidas entre el nivel marino y los 900 m s. n. m..

## Descripción
Su alzada está entre 53,4 y 55,5 cm y su peso entre 14,8 y 23,2 kg. El pelaje es corto, denso, de color marrón en la frente, ocre o gamuza a marrón claro en el dorso do cuerpo, con una mancha oscura en el lomo. Crema pálido a blanco a lo largo de la región ventral desde la quijada y la garganta, hasta la ingle, extendiéndose a la parte interna de las piernas, el perineo y la cara ventral de la cola; gris claro en el cuello, rosto e calcañares; manchas blancas en los labios superior e inferior. Presenta cuernos largos y robustos, levemente inclinados hacia adelante.

## Taxonomía
Este taxón fue descrito originalmente en el año 1915 por el zoólogo estadounidense Joel Asaph Allen, bajo el nombre científico de Mazama cita sanctaemartae.
Durante décadas fue considerado sólo una subespecie de Mazama gouazoubira, es decir: Mazama gouazoubira sanctaemartae, relacionándosela subespecíficamente también con Mazama nemorivaga, pero estudios genéticos permitieron elevarlo a la categoría de especie plena.
Ejemplar tipo
El ejemplar tipo lleva el N.º 14640; es un macho adulto, que fue colectado por H. H. Smith el 20 de diciembre de 1898.
Localidad tipo
La localidad tipo es: “cerca de Bonda, Santa Marta, norte de Colombia”.

## Características
Con respecto a otras especies del mismo género, Mazama sanctaemartae se caracteriza por poseer un mayor tamaño corporal y astas más largas.
El pelaje es corto y fino. Los pelos en la nuca no se invierten. Las partes superiores son de color ocráceo-ahumado, más ocre en la línea media, más pálido y claro en los flancos. Pelos débilmente encanados con banda negruzca y punta rojiza. las partes inferiores, desde el mentón hasta la base de la cola, son blancas, aunque en el pecho y lateralmente exhiben un ligero lavado de un tinte color ante. Miembros anteriores externamente como los flancos, pero con un tono gris suave; internamente el color es como el del vientre, las patas traseras así como los flancos tienen un tono grisáceo; el blanco de las partes inferiores se continúa como una estrecha banda blanca que llega hasta el corvejón.
La cola arriba por arriba muestra el mismo color que el dorso; por debajo es blanca. La cabeza es de color marrón madera en su parte superior, los lados de la cabeza son gris pálidos, pasando poco a poco al blanco de la garganta. Por lo general, posee una pequeña mancha de color blanco o blanquecino sobre la esquina anterior del ojo, a menudo ausente (o sólo presenta una pequeña, como en el ejemplar tipo); resto del espacio entre la región orbital y el pelo largo de la corona es ocre-rojizo; una línea blanca visible en cada lado de la nariz.
Las orejas externamente muestran estar cubiertas de pelo muy corto, color marrón madera; están bordeadas de blanco, sobre todo en sus bases.
Presenta una escasa variación del color del pelaje, el cual está correlacionado en gran medida con la temporada reproductiva. Especímenes colectados en marzo y abril son más ocráceos que los capturados en noviembre y diciembre. El pelaje es compacto y largo; en la corona los pelos exhiben sus puntas con un fuerte color rufo. La mancha ocular blanca está presente en la mayoría de los ejemplares, en algunos se presenta grande y conspicua, en otros es reducida a un mero trazo o totalmente deficiente. El joven en el abrigo manchado son ochraceous amarillento arriba con las manchas blancas más bien aburrido y no bien definidos .
Este ciervo es similar a Mazama nemorivaga, aunque difiere por su tamaño más grande y coloración más leonada.

### Medidas del ejemplar tipo
Cuerpo
- Longitud total: 1117 mm;
- Circunferencia: 654 mm;

Cráneo
- Longitud total: 183 mm;
- Longitud cóndilobasal: 181 mm;
- Longitud oiccipitonasal: 165 mm;
- Longitud preorbital: 93,5 mm;
- Amplitud cigomática: 79 mm;
- Amplitud orbital: 81 mm;
- Amplitud interorbital: 45 mm;
- Amplitud occipital: 79 mm;
- Amplitud de la caja craneana: 54 mm;
- Longitud de las nasales:  52 mm;
- Anchura de las nasales:  27,5 mm;
- Número de dientes del maxilar: 59

Cornamenta
- Longitud de rebabas: 104 mm;
- Diámetro a la rebaba: 15 mm;
- Longitud del pedicelo:  8 mm.

## Costumbres
Es un ciervo de hábitos huidizos, nocturnos y terrestres, recorre el sotobosque, solo o en pareja, en búsqueda de vegetación tierna, intentando pasar desapercibido de sus predadores. Es un rumiante con una dieta herbívora y frugívora; consume brotes, hojas, frutos y semillas. El macho es el único que presenta cornamenta, la cual es corta y simple. Luego de una gestación de alrededor de 3 meses, la hembra pare generalmente una sola cría, la cual posee una librea compuesta por un salpicado blanco sobre en el pelaje dorsal, el que va desapareciendo con el correr de los meses. 